# Josep Maria Mauri
Josep Maria Mauri i Prior (en español: José María Mauri y Prior; Alzina, 21 de octubre de 1941) es un sacerdote y político católico español. Es el vicario general de Urgel y representante personal del Copríncipe Episcopal de Andorra, Joan-Enric Vives.

## Biografía
Josep Maria (José María) nació el 21 de octubre de 1941, en el pueblo de Alzina, municipio de Sant Esteve de la Sarga, España.
Realizó los estudios de Filosofía y Teología en el Seminario Conciliar de Seo de Urgel. Obtuvo la licenciatura en Historia Eclesiástica, por la Pontificia Universidad Gregoriana. En la Universidad de Barcelona, obtuvo la licenciatura en Filosofía y Letras (Sección de Historia General).

### Sacerdocio
Su ordenación sacerdotal fue en 1965.
Como sacerdote desempeñó los siguientes ministerios:
- Delegado episcopal de Acción Caritativa y Social y de Cáritas Diocesana de Urgel (1994-2002).
- Rector y arcipreste de Tremp (1997-2003).
- Vicario episcopal para los Asuntos económicos y ecónomo de la diócesis, canónigo de Seo de Urgel, miembro del Consejo Presbiteral y del Colegio de Consultores de Urgel, y delegado diocesano de Patrimonio Cultural, desde 2003.[2]

En 2010, fue nombrado vicario general de Urgel y adjunto al representante personal del copríncipe episcopal.
Representante Personal del Copríncipe Episcopal
El 20 de julio de 2012, en un acto solemne en el Palacio Episcopal de Urgel, Mauri fue nombrado y juró al cargo de Representante Personal del Copríncipe Episcopal de Andorra; el arzobispo Joan-Enric Vives.
En junio de 2016, el papa Francisco le concedió dignidad de Capellán de Su Santidad, que lleva anexo el tratamiento de monseñor. Este título se lo impuso el arzobispo Vives, el 18 de junio, en una ceremonia en el Palacio Episcopal.